# Jean Pierre Noher
Jean Pierre Noher (Paris, 5 de maio de 1956) é um ator franco-argentino. É pai do também ator Michel Noher.

## Carreira
Esteve presente na telenovela A Favorita, de João Emanuel Carneiro, onde interpretou Pepe Molinos. 
Nasceu na França e teve sua criação na Argentina. Ganhou o Kikito de ouro de melhor ator no Festival de Gramado, em 2000, e de lá para cá fez vários filmes brasileiros. Atuou em Redentor, O Veneno da Madrugada e Diários de Motocicleta, onde foi recomendado ao diretor Walter Salles por ninguém menos que Fernanda Montenegro, a quem define com seu sotaque como uma persona única. Em 2009 participou do longa-metragem Do Começo ao Fim, como Pedro, pai de Francisco e ex marido de Julieta. No seu currículo, acumula trabalhos em novelas e séries de diversos países diferentes, como: Estados Unidos, Argentina, Chile, Itália, Espanha e Brasil.

## Filmografia

### Televisão
- 1979 - Novia de vacaciones
- 1982 - Nosotros y los miedos
- 1983 - Compromiso
- 1986 - Mujer comprada .... Alfonso
- 1987 - Ficciones
- 1987 - Vínculos
- 1987 - Valeria
- 1988 - Sin marido .... Hugo
- 1989 - Amigos son los amigos
- 1991 - Manuela .... Antonio
- 1991 - Cosecharás tu siembra .... Gaetano Brambilla
- 1991 - Alta comedia
- 1991 - Vivan los novios
- 1992 - Soy Gina .... O´Grady
- 1992 - Princesa .... Prof. Bonavita
- 1993 - Gerente de familia
- 1994 - El día que me quieras .... Willy
- 1994 - Poliladron
- 1994 - Guadalupe
- 1995 - Nueve lunas
- 1995 - ¡Hola Papi!
- 1995 - La hermana mayor
- 1996 - Verdad consecuencia .... Jorge
- 1996 - Como pan caliente
- 1997 - Señoras y señores
- 1998 - La condena de Gabriel Doyle
- 1998 - La nocturna
- 1999 - Buenos vecinos
- 2000 - Okupas
- 2001 - El retrato de Felicitas .... Martín de Alzaga
- 2001 - 30/30 .... 30/30
- 2002 - Los simuladores
- 2003 - Resistiré .... Paul Charreau
- 2003 - Sol Negro .... Dr. Franco Iturralde
- 2004 - Los Roldán .... Paul Mancini
- 2004 - Hospital el paisa .... Paciente
- 2004 - Tiempo final
- 2006 - Collar de esmeraldas .... Tobías
- 2007 - Los cuentos de Fontanarrosa .... Esteban
- 2007 - Mandrake
- 2008 - A Favorita .... Pepe Molinos
- 2010 - Viver a Vida .... Jean Marie
- 2010 - A Vida Alheia - Armando
- 2012 - Avenida Brasil - Martin
- 2013 - Flor do Caribe - Duque
- 2014 - O Rebu - Pierre
- 2015 - Sete Vidas - Diego
- 2015 - Babilônia - Pierre
- 2016 - Sol Nascente - Capitão Patrick
- 2021 - Filhas de Eva - Joaquim Benitez

### Cinema
- 1984 - Darse cuenta
- 1987 - La clínica del Dr. Cureta
- 1991 - Extermineitors III: La gran pelea final
- 1991 - Ya no hay hombres
- 1995 - El señor D .... Señor D
- 2000 - Sin reserva .... Félix
- 2000 - Um amor de Borges .... Borges
- 2002 - Estrella del sur .... Gregorio Gamboa
- 2002 - Temporal .... Daguerre
- 2002 - Valentin .... Tio Chiche
- 2002 - Bahía mágica
- 2003 - El jardín primitivo
- 2004 - La mina .... Ricardo
- 2004 - Roma .... Pando
- 2004 - Redentor .... Gutierrez
- 2004 - Diários de Motocicleta .... Ernesto Guevara Lynch
- 2005 - Lifting de Coração .... Alejandro
- 2005 - Diário de Um Novo Mundo .... Don Pedro Caballos
- 2006 - El amor y la ciudad
- 2006 - Un peso, un dolar
- 2006 - O Veneno da Madrugada .... César Monteiro
- 2007 - El resultado del amor .... Narrador
- 2007 - Estômago .... Duque
- 2008 - Ninho Vazio' .... Fernando
- 2008 - Yo soy sola .... Otaño
- 2008 - Dos amigos y un ladrón .... Júlio
- 2009 - Do Começo ao Fim .... Pedro
- 2009 - José Ignacio .... Fernando
- 2010 - Chico Xavier (filme) .... Jean Manzon
- 2011 - O Homem do Futuro .... Mayer
- 2018 - El amor menos pensado .... Eloy